# McCartney II
McCartney II – trzeci solowy album brytyjskiego muzyka i kompozytora Paula McCartneya, i pierwszy wydany po rozpadzie jego grupy Wings.

## Geneza i charakterystyka albumu
Latem 1979 po wydaniu chłodno przyjętego albumu Back to the Egg z grupą Wings McCartney postanowił nagrać w pełni solowy album, pierwszy od dziesięciu lat. Tym razem jednak miała to być całkowicie nowatorska koncepcja polegająca na wprowadzeniu elektroniki. Artysta wykorzystał ówczesne syntezatory by je przede wszystkim rozpropagować. Album miał być swoistą kontynuacją i nawiązaniem do solowego albumu McCartney z 1970 nagrywanego w czasie rozpadu The Beatles, toteż nowemu albumowi nadano nazwę McCartney II.
Na albumie dominuje muzyka elektroniczna, ale nie brakuje także typowych dla McCartneya ballad ("One Of These Days"). Poprzez ten album muzyk chciał otwarcie pokazać, że dekada Wingsów już się skończyła i teraz chce sam skupić się na działalności solowej. Już pierwszy utwór "Coming Up" pokazuje możliwości syntezatorów odbiegając od klasycznego rocka, nie wspominając już o "Temporary Secretary". Krążek obfituje także w spokojne kompozycje. Utwór "Waterfalls" również wykonany przy użyciu elektronicznych organów jest skomponowany bardzo przemyślanie. Podobnie "Summer's Day Song".
Na początku planowano wydanie albumu dwupłytowego, jednak wytwórnia nie wyraziła na to zgody. Wszystkie oryginalne koncepcje musiały zostać przycięte, by zmieściły się na pojedynczą płytę analogową. Niektóre musiano całkowicie odrzucić.
Album miał swoje reedycje – w 1993 i 2011 roku.

## Lista utworów
Wszystkie kompozycje napisane przez McCartneya

### Edycja oryginalna
| 1.  | Coming Up           | 3:51  |
|     |                     |       |
| 2.  | Temporary Secretary | 3:13  |
|     |                     |       |
| 3.  | On The Way          | 3:38  |
|     |                     |       |
| 4.  | Waterfalls          | 4:43  |
|     |                     |       |
| 5.  | Nobody Knows        | 2:52  |
|     |                     |       |
| 6.  | Front Parlour       | 3:32  |
|     |                     |       |
| 7.  | Summer's Day Song   | 3:23  |
|     |                     |       |
| 8.  | Frozen Jap          | 3:39  |
|     |                     |       |
| 9.  | Bogey Music         | 3:26  |
|     |                     |       |
| 10. | Darkroom            | 2:18  |
|     |                     |       |
| 11. | One Of These Days   | 3:34  |
|     |                     |       |
|     |                     | 38:09 |
|     |                     |       |

### Edycja zremasterowana 1993
W 1993 roku album zremasterowano i ponadto dodano nowe utwory.
| 1.  | Coming Up                  | 3:51  |
|     |                            |       |
| 2.  | Temporary Secretary        | 3:13  |
|     |                            |       |
| 3.  | On The Way                 | 3:38  |
|     |                            |       |
| 4.  | Waterfalls                 | 4:43  |
|     |                            |       |
| 5.  | Nobody Knows               | 2:52  |
|     |                            |       |
| 6.  | Front Parlour              | 3:32  |
|     |                            |       |
| 7.  | Summer's Day Song          | 3:23  |
|     |                            |       |
| 8.  | Frozen Jap                 | 3:39  |
|     |                            |       |
| 9.  | Bogey Music                | 3:26  |
|     |                            |       |
| 10. | Darkroom                   | 2:18  |
|     |                            |       |
| 11. | One Of These Days          | 3:34  |
|     |                            |       |
| 12. | Check My Machine (bonus)   | 5:52  |
|     |                            |       |
| 13. | Secret Friend (bonus)      | 10:30 |
|     |                            |       |
| 14. | Goodnight Toonight (bonus) | 4:21  |
|     |                            |       |
|     |                            | 58:52 |
|     |                            |       |
- utwór nagrany jako strona A singla promującego ostatni album Wings "Back to the Egg"

### Edycja zremasterowana 2011
W 2011 roku wytwórnia MPL Communications (firma McCartneya) wydała drugą reedycję albumu (wraz z reedycją albumu McCartney). W zestawieniu z poprzednimi wydaniami wydał ją w kilku wersjach:
- Edycja podstawowa 1 x CD zawierająca oryginalny album zremasterowany cyfrowo, bez dodatków
- Edycja specjalna 2 x CD z oryginalnym albumem (płyta pierwsza) i niepublikowanymi utworami (płyta druga)
- Edycja kolekcjonerska 3 x CD + 1 DVD – pierwsze dwa dyski zawierają ten sam materiał co w edycji specjalnej plus dwa dodatkowe – CD 3 posiada pełne wersje utworów, jakie pierwotnie zamierzano wydać na album dwupłytowy oraz dysk DVD z teledyskami, fragmentami koncertów i materiałem filmowym o powstawaniu albumu
- Edycja winylowa – dwie audiofilskie płyty gramofonowe będące winylową wersją edycji specjalnej
- Digital download – piosenki z edycji kolekcjonerskiej w wersji audio o parametrach 24 bit/96 kHz